# Erving Goffman

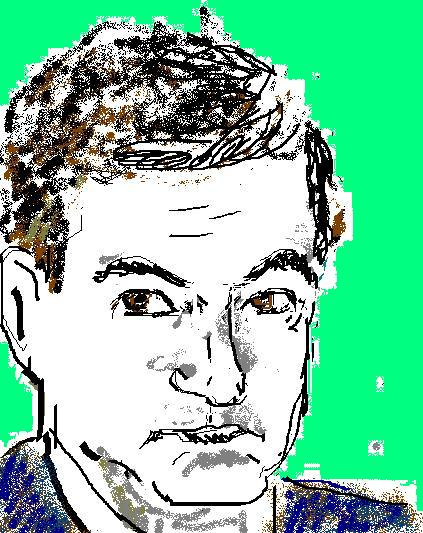

Erving Goffman (Mannville, Alberta, Canada, 11 juni 1922 - Philadelphia, Verenigde Staten, 1982) was een Canadese socioloog en schrijver. Hij was de 73e president van de American Sociological Association. Hij leverde een belangrijke bijdrage aan de theorievorming rond het symbolisch interactionisme.
Centraal in zijn onderzoekswerk is de hantering van een dramaturgisch perspectief. Voorbeelden hiervan zijn zijn studies naar alledaagse interacties in zijn boek De dramaturgie van het dagelijks leven (The Presentation of Self in Everyday Life) en naar de sociale situatie van geesteszieken in psychiatrische ziekenhuizen in zijn boek 'Gestichten' (Asylums). Het door Goffman geïntroduceerde begrip totale institutie is belangrijk geweest voor de humanere behandeling van mensen met een functionele beperking.

## De dramaturgie van het dagelijks leven[1]
Goffman beschrijft in De dramaturgie van het dagelijks leven: schijn en werkelijkheid in sociale interactie (The Presentation of Self in Everyday Life) de dagelijkse sociale interacties tussen mensen aan de hand van dramaturgische principes. Goffman stelt met andere woorden de wereld voor als een soort toneelspel.
Elke persoon is een acteur die verschillende rollen speelt. Welke rol iemand speelt, is afhankelijk van de context waarin iemand zich bevindt. De persoon tracht te regisseren hoe hij overkomt bij de andere mensen (het publiek) in deze context. Dit doet hij door het manipuleren van onder andere de manier waarop hij zich kleedt, praat of gedraagt. Op deze manier wordt de rol waarin iemand wil worden herkend, zo goed mogelijk uitgespeeld. Dit gegeven noemt Goffman impression management.
Goffman stelt dat de meeste personen geloven in de rollen die ze spelen en zien hun opvoering bijgevolg als de realiteit. Dit noemt Goffman een oprecht mens. Daar tegenover wordt een cynicus geplaatst. Hiermee wordt een persoon bedoeld die niet in zijn eigen opvoering gelooft. Een voorbeeld die Goffman hiervan geeft, is een dokter die een placebo voorschrijft. Een cynicus kan op een gegeven moment overgaan tot een oprecht mens en omgekeerd. Verder geeft Goffman aan dat de rol die wordt gespeeld, in de meeste gevallen wordt geloofd door het publiek.
Daarnaast maakt Goffman ook gebruik van enkele duidelijke theatertermen om zijn theorie uiteen te zetten. Zo wordt gebruik gemaakt van de termen frontstage en backstage. Wanneer iemand zich in een sociale setting bevindt, dan is dat de frontstage. Op dat moment moet iemand een rol spelen en kan de persoon zich niet zomaar van die rol ontdoen. Eens die persoon uit een sociale setting is, dan wordt dit de backstage genoemd. In de backstage kan de persoon even uit zijn rollen treden en aan roldistantie doen. Dit is naar analogie met front- en backstage in een theater. Eens op het podium (de frontstage) moeten de acteurs hun rol zo goed mogelijk spelen. Als de acteurs zich in de backstage bevinden, kunnen ze tot zichzelf komen en even afstand doen van hun rol.

## Gestichten[2]
In de publicatie Gestichten: beschouwingen over de sociale situatie van gedetineerden, psychiatrische patiënten en andere bewoners van "totale inrichtingen" (Asylums: Essays on the Social Situation of Mental Patients and Other Inmates, 1961) introduceert Goffman de term totale institutie. Met deze term wordt elke institutie waarbij mensen afgezonderd worden van de maatschappij en daarnaast samenleven in een strikt georganiseerd regime bedoeld. Goffman verwijst in zijn boek voornamelijk naar psychiatrische instellingen, al zouden ook bijvoorbeeld kloosters, kazernes, verzorgingstehuizen, gevangenissen en dergelijke onder de noemer totale institutie geplaatst kunnen worden.
Kenmerkend voor een totale institutie is dat slapen, werken en vrije tijd in dezelfde context plaatsvindt. Dit is tegenstrijdig met wat in de maatschappij buiten de totale institutie gebeurt. Goffman stelt dat het functioneren naar wat de omgeving je oplegt, zoals in een totale institutie, ervoor zorgt dat een persoon de eigen identiteit verliest. Dit komt omdat in een totale institutie geen enkele houvast meer is met de vorige levenswijze van de persoon. Deze verandering in identiteit wordt mortificatie genoemd. Daarnaast beschrijft Goffman de vaak sterke hiërarchie tussen personeel en bewoners waardoor er een diepe kloof tussen beide ontstaat. In het boek wordt een vrij pessimistisch beeld geschetst over de gezondheidszorg.

## Belangrijke werken
- 1959: The Presentation of Self in Everyday Life, University of Edinburgh Social Sciences Research Centre. ISBN 978-0140135718. Vertaald door P. Nijhoff et al. als: De dramaturgie van het dagelijks leven: schijn en werkelijkheid in sociale interacties, 1982, Utrecht: Bijleveld. ISBN 9061319439
- 1961: Asylums: Essays on the Social Situation of Mental Patients and Other Inmates. New York, Doubleday.
- 1961: Encounters: Two Studies in the Sociology of Interaction - Fun in Games & Role Distance. Indianapolis, Bobbs-Merrill.
- 1963: Behavior in Public Places: Notes on the Social Organization of Gatherings, The Free Press.
- 1963: Stigma: Notes on the Management of Spoiled Identity. Prentice-Hall. vertaald door G. J. Johannes als: Stigma : aantekeningen over het omgaan met een geschonden identiteit, 1978, Utrecht : Bijleveld
- 1967: Interaction Ritual: Essays on Face-to-Face Behavior. Anchor Books.
- 1969: Strategic Interaction. Philadelphia: University of Pennsylvania Press.
- 1971: Relations in Public: Microstudies of the Public Order. New York: Basic Books.
- 1974: Frame analysis: An essay on the organization of experience. London: Harper and Row. ISBN 978-0060903725
- 1981: Forms of Talk, Philadelphia: University of Pennsylvania Press. ISBN 978-0812277906